# Münchner Wochenblatt
Das Münchner Wochenblatt war die erste Wochenzeitung in München, die die Münchner Bevölkerung flächendeckend mit Lokalnachrichten versorgte.

## Geschichte
1974 erfolgte der Erwerb des seit 1967 erscheinenden „Münchner Süden“ von Jürgen F. Röpenack. Zu den Kolumnisten des Münchner Wochenblattes gehörte unter anderem der Münchner Oberbürgermeister Christian Ude (SPD). Er schrieb von 1996 bis 2006 eine Kolumne, in der er sich an die Münchner Bürger wandte. In derselben Zeit schrieb auch Kurt Faltlhauser (CSU), bayerischer Finanzminister, für das Münchner Wochenblatt.
Ende der 1970er Jahre wurde das Maskottchen „Wobl-Bär“ für die Familienseiten der Zeitung erfunden. Der grüne Bär ist heute als mannsgroßes Kostüm im Einsatz. 1978 wurde erstmals eine Spielzeugbörse veranstaltet. Es handelte sich um einen Flohmarkt, auf dem die Aussteller ausschließlich Kinderspielzeug und -bekleidung feilboten.
Im Februar 2006 wurde das Münchner Wochenblatt (Mittwochstitel) aus wirtschaftlichen Gründen eingestellt. Der Verlag existiert weiter und publiziert das Münchner Samstagsblatt Süd-Ost und das Ebersberger Samstagsblatt als eigenständige Wochenpublikationen. Im Mai 2006 erfolgte die Umbenennung der  „Münchner Wochenblatt Verlags- und Werbegesellschaft mbH“ in „MWB Medien GmbH“.
Der Gesellschafter Süddeutscher Verlag beschloss 2010, die letzten Anzeigenblätter der Gesellschaft einzustellen: im November das Ebersberger Samstagsblatt, im Dezember das Münchner Samstagsblatt Süd-Ost. Die MWB Medien GmbH wurde im Folgejahr mit dem Süddeutschen Verlag verschmolzen. Objekte und Aufträge wie das "Berufswahlheft" (Berufswahl – Mein Weg in die Zukunft) und die Vermarktung der VHS-Objekte wurden an das bisherige Tochterunternehmen Parsberg Echo Verlag GmbH weitergegeben; dieses Unternehmen wurde nun unmittelbare Tochter des Süddeutschen Verlages. Auch die Beteiligungen der MWB gingen an das Parsberg Echo über.

## Auflage
- 1974: 47.000 Exemplare; danach Expansion in andere Stadtteile
- 1979: 660.000 Exemplare in ganz München
- 1986: 777.000 Exemplare (Verdichtung und Umland)
- 1987: 870.000 Exemplare (m. Extra/Weilheim-Schongau-GAP)
- 1989: 929.000 Exemplare (München u. umliegende Landkreise.: Erding, Dachau, Freising, Weilheim-Schongau-Garmisch Partenkirchen)
- 2003: 740.000 Exemplare (München mittwochs Gesamt und samstags im Süd-Osten sowie Ebersberg zunächst noch mittwochs, später samstags)
- 2010: 240.000 Exemplare (München samstags im Süd-Osten sowie Ebersberg samstags)